# NGC 4465
NGC 4465 (другие обозначения — ZWG 42.127, VCC 1182, PGC 41157) — спиральная галактика (Sc) в созвездии Дева.
Этот объект входит в число перечисленных в оригинальной редакции «Нового общего каталога».
Средний возраст звёздного населения в ядре галактики составляет 8 миллиардов лет.